# 권영대 (물리학자)
권영대(權寧大, 1908년 6월 28일 ~ 1985년 12월 23일)는 대한민국의 물리학자이다. 일제강점기 경기도 개성에서 태어나 1933년에 일본 홋카이도 대학 물리학과를 졸업한 뒤 1946년에 서울대학교 교수가 되었다. 1960년부터 1969년까지 한국 물리학회 회장으로서 국내 기초물리학의 기반을 다졌으며, 이후 한국 에너지 연구소 학술 고문, 한국 과학사학회 회장 등을 지냈다. 대한민국 유일의 우주선 물리학자로 일컬어졌다. 저서에 《자연 과학 개론》, 《원자의 세계》 등이 있다.